# Résistance équivalente
Ne doit pas être confondu avec Résistance série équivalente.
La résistance équivalente est un outil de modélisation utilisé dans le domaine de l'électricité. Cela consiste à remplacer dans une partie du circuit un ensemble de résistances par une seule qui doit être équivalente pour le reste du circuit, ceci dans le but de simplifier l'étude du circuit.
Pour déterminer cette résistance unique, on s'appuie le plus souvent sur deux relations qui permettent de calculer la résistance équivalente pour les deux associations élémentaires :
- en série, c'est-à-dire traversées par la même intensité ;
- en parallèle ou en dérivation, c'est-à-dire ayant la même tension à leurs bornes.

## Association en série
Dans un circuit en série, la résistance du dipôle équivalent s'obtient en additionnant les résistances respectives des dipôles à remplacer.
{\displaystyle R_{eq}=R_{1}+R_{2}+R_{3}\,} 

Cette relation se démontre rapidement par identification.

## Association en parallèle
Dans un circuit en parallèle, ce sont les conductances qui s'additionnent. 
{\displaystyle G_{eq}=G_{1}+G_{2}+G_{3}\,} 

De ce fait, l'inverse de la résistance du dipôle équivalent vaut la somme des inverses des résistances de chacun des dipôles.
En particulier, quand il n'y a que deux résistances en parallèle, la résistance du dipôle équivalent peut s'écrire : 

N.B. : ne pas généraliser cette formule « produit sur somme », elle n'est valable que pour deux résistances.

### Démonstration par la puissance équivalente
Une démonstration de cette relation peut être faite à partir de considérations énergétiques : soit deux résistances : {\displaystyle R_{1}\,} et {\displaystyle R_{2}\,}, en parallèle et alimentées par une source de tension. La puissance consommée par cet ensemble est égale à la somme des puissances consommées par chacune des résistances, soit :
avec {\displaystyle U\,} la valeur efficace de la tension aux bornes de ces résistances.
La résistance équivalente doit consommer une puissance identique à cet ensemble, d'où :
En simplifiant, on retrouve la relation d'association de résistances en parallèle.

### Démonstration par les lois de Kirchhoff et d'Ohm
On considère l'association en série de deux résistances {\displaystyle R_{1}\,}et {\displaystyle R_{2}\,}avec leurs tensions respectives à leurs bornes valant {\displaystyle U_{1}}et {\displaystyle U_{2}}et le courant {\displaystyle i} y circulant :
La loi d'Ohm nous donne :
{\displaystyle U_{1}=R_{1}I} et {\displaystyle U_{2}=R_{2}I}
La loi des mailles :
{\displaystyle U=U_{1}+U_{2}=(R_{1}+R_{2})I}
La résistance équivalente vérifie {\displaystyle U=R_{eq}I} d'où {\displaystyle R_{eq}=R_{1}+R_{2}}
On considère maintenant l'association en parallèle de deux résistances :
La loi d'Ohm nous donne :
{\displaystyle U=R_{1}I_{1}=R_{2}I_{2}=R_{eq}I}
La loi des nœuds :
{\displaystyle I=I_{1}+I_{2}={\frac {U}{R_{1}}}+{\frac {U}{R_{2}}}={\frac {U}{R_{eq}}}} d'où {\displaystyle {\frac {1}{R_{eq}}}={\frac {1}{R_{1}}}+{\frac {1}{R_{2}}}}